# Matt Mays
Matt Mays, (n. 10 de agosto de 1979; Hamilton, Ontario, Canadá), es un cantante y compositor canadiense de indie rock. Fue el cantante líder de Matt Mays & El Torpedo, un grupo de rock oriundo de Dartmouth, Nueva Escocia y Nueva York. Anteriormente, Mays fue integrante del grupo de música indie The Guthries.

## Carrera musical

### The Guthries
The Guthries era una banda canadiense de country rock formada en 1998 en Halifax, Nueva Escocia, Canadá. El primer álbum de la banda Off Windmill, fue publicado en el 2000. La banda realizó giras extensas por Canadá y Reino Unido. Mays posteriormente dejó la banda en el 2002, justo antes del lanzamiento del segundo álbum de la banda, titulada The Guthries. Sin embargo, seguido del lanzamiento homónimo, cada uno de los miembros de la banda comenzaron sus proyectos en solitario, y no han publicado ningún álbum desde entonces.

## Discografía
Álbumes de estudio
- 2002: Matt Mays
- 2005: Matt Mays + El Torpedo
- 2006: When the Angels Make Contact
- 2008: Terminal Romance
- 2012: Coyote

EP
- 2017: Songs from Once Upon a Hell of a Time